# Liste der Heilquellen in Bad Wildungen

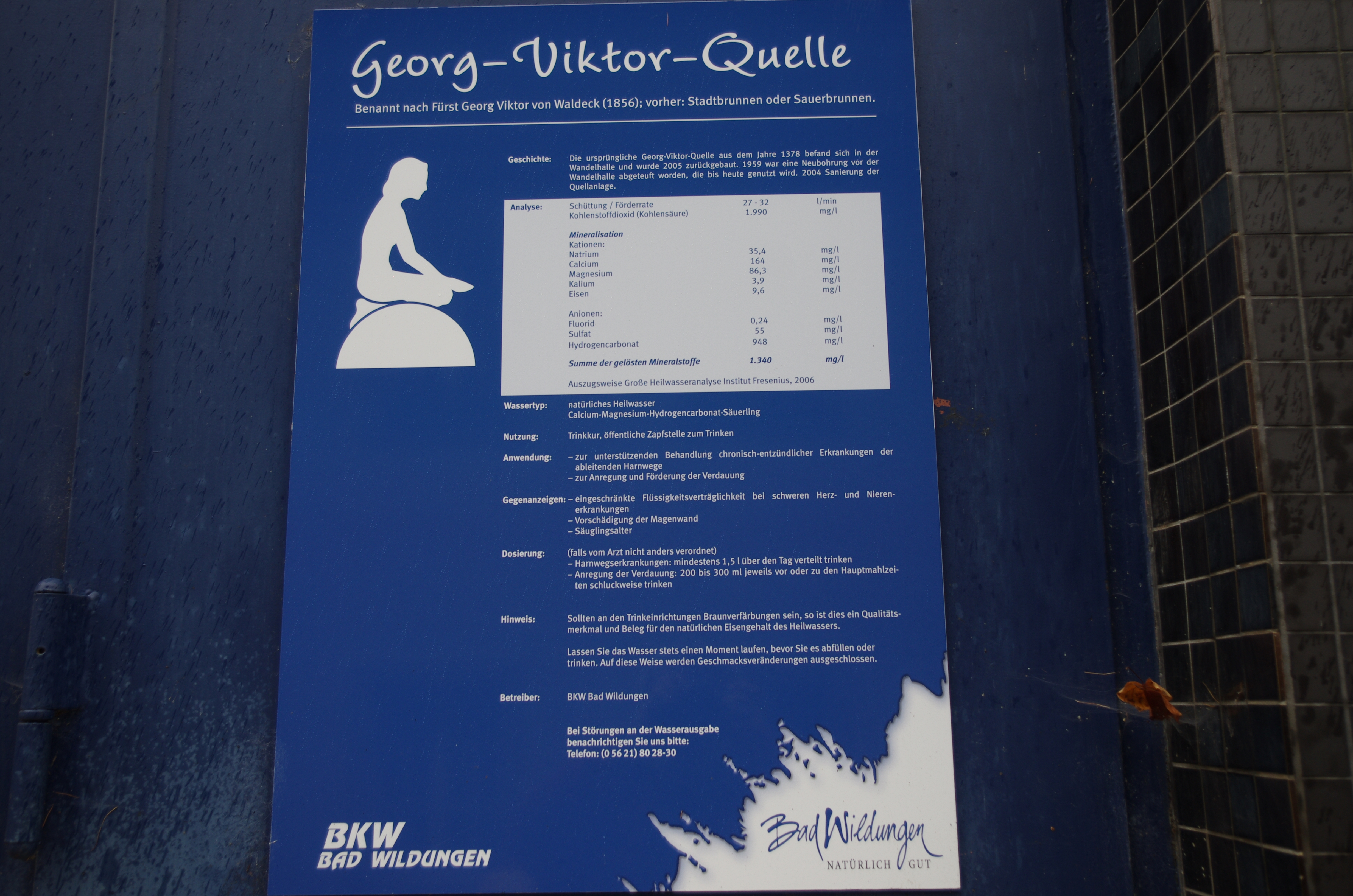
An vielen Quellen befinden sich Informationstafel wie diese der Georg-Viktor-Quelle

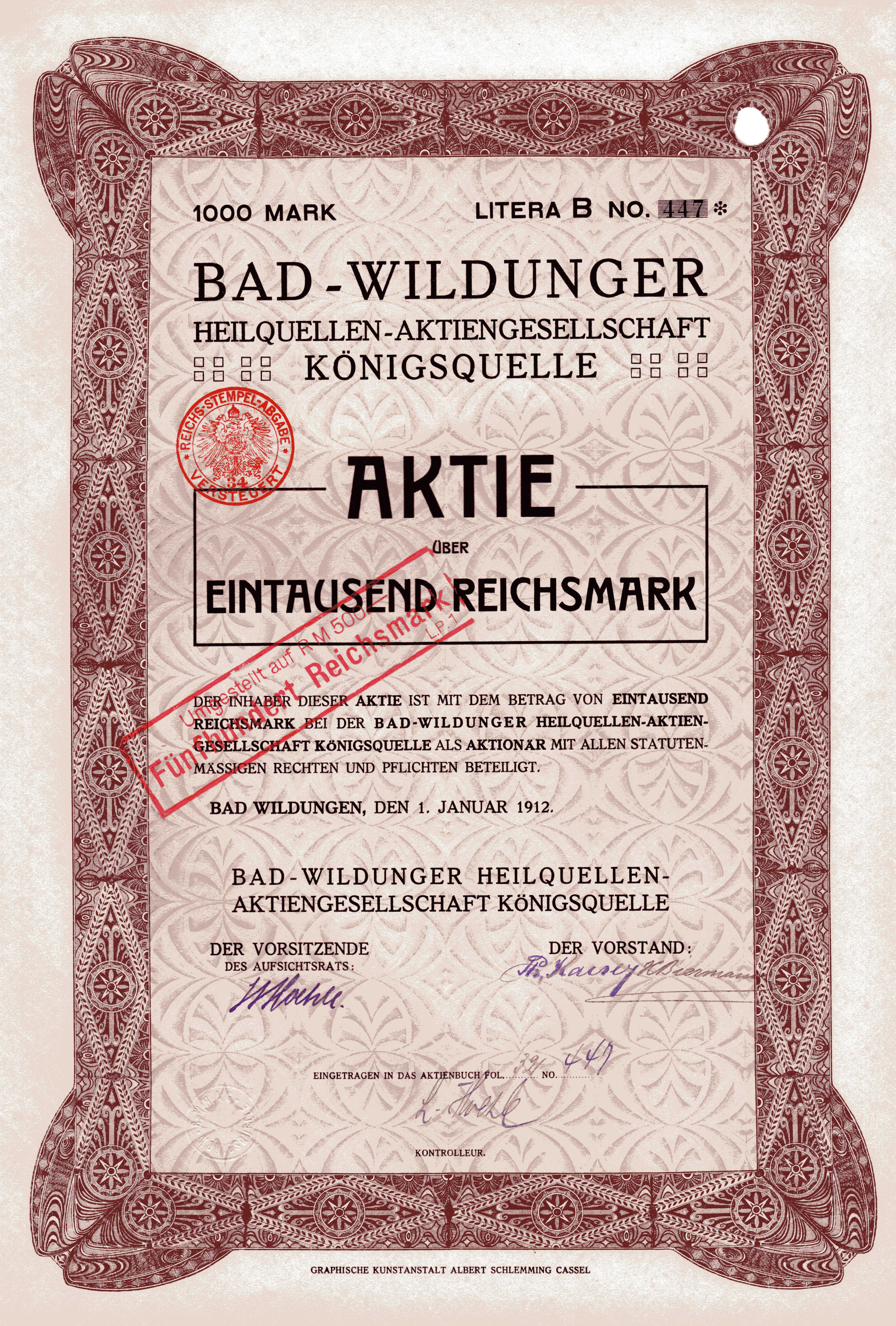
Aktie über 1000 RM der "Bad Wildunger Heilquellen AG – Königsquelle" vom 1. Januar 1912

In der Liste der Heilquellen in Bad Wildungen befinden sich alle Heilquellen von Bad Wildungen im Landkreis Waldeck-Frankenberg in Hessen.

## Geschichte
Das Dorf „villa vildungen“ tauchte bereits um 800 in einem Güterverzeichnis des Klosters Hersfeld auf. Der Wildunger Stadtbrunnen, die heutige Georg-Viktor-Quelle wird in einer Schenkungsurkunde an das Johanniter-Hospital erwähnt. Vier Brunnen waren bereits bekannt, als die Wildunger Brunnenschrift im Jahre 1580 erschien. Ab Mitte des 18. Jahrhunderts blühte das Geschäft mit dem Heilwasser, nach dem Napoleonischen Kriegen ebbte das Geschäft aber wieder ab.
Im Jahre 1855 wurde die Wildunger Mineralquellen-Aktiengesellschaft gegründet. Zu dieser Zeit waren acht Heilquellen bekannt, aber andere Quellen wie die Parkquelle wurden auch schon genutzt. 1869 wurde die Königsquelle neu gefasst. Um die Königsquelle wurde ein Kurpark angelegt. Im Laufe der Zeit wurden Hotels und Kurkrankenhäuser errichtet So entstand unter anderem im Jahre 1902 der Fürstenhof.
Die staatliche "Bad Wildunger Heilquellen AG – Königsquelle" erwarb 1907 von Dr. Carl Rörig sein Grundstück mit der Königsquelle und den darauf sich befindenden Gebäuden (z. B. Quellumfassung und Sanatorium).
Nach dem Ersten Weltkrieg nahm die Anzahl der Kuren stark ab, da urologische Erkrankungen auch im normalen Krankenhaus behandelbar wurden. Dazu kamen starke Bautätigkeiten: Es wurden 18 Bunker in der Stadt erbaut; Bad Wildungen sollte das Hauptquartier der Luftwaffe werden.
Nach dem Zweiten Weltkrieg nahm der Kurbetrieb wieder zu. Kuren wurden vermehrt zur Rehabilitation genutzt.

## Geologie
Bad Wildungen liegt im östlichen Bereich des Kellerwaldes, einem Teil des Rheinischen Schiefergebirges. Der Aufbau des Kellerwaldes im Raum von Bad Wildungen ist komplex und geprägt von tektonischen Schuppen. Da das Heilwasser unterschiedliche Steine im Untergrund durchströmt, ist die Zusammensetzung der Heilwässer unterschiedlich.

## Die Quellen
Anmerkungen zu den Listen:
- Die Angabe Kohledioxyd bezeichnet die Menge an freiem Gas
- Unter Mineralien befinden sich folgende Kationen und Anionen: Natrium (Na+), Kalium (K+), Calcium (Ca++), Magnesium ++, Eisen (Fe, gesamt), Mangan (Mn, gesamt), Hydrogenkarbonat (HCO3−), Chlorid (Cl−), Nitrat (NO3−) und Sulfat (SO4−)